# Mörttafsen
Mörttafsen är en sjö i Bollnäs kommun i Hälsingland och ingår i Testeboåns huvudavrinningsområde. Sjön har en area på 0,823 kvadratkilometer och ligger 270,1 meter över havet.

## Delavrinningsområde
Mörttafsen ingår i det delavrinningsområde (677125-153152) som SMHI kallar för Mynnar i Ramån. Medelhöjden är 287 meter över havet och ytan är 5,43 kvadratkilometer. Det finns inga avrinningsområden uppströms utan avrinningsområdet är högsta punkten. Vattendraget som avvattnar avrinningsområdet har biflödesordning 3, vilket innebär att vattnet flödar genom totalt 3 vattendrag innan det når havet efter 86 kilometer. Avrinningsområdet består mestadels av skog (80 procent). Avrinningsområdet har 0,83 kvadratkilometer vattenytor vilket ger det en sjöprocent på 15,3 procent.